# Liste von Autoren der Patrologia Latina
Dies ist eine Liste von Autoren der Patrologia Latina (PL), einer umfangreichen Buchreihe mit Werken christlicher Autoren des 2. bis 13. Jahrhunderts. Die Reihe wurde von Jacques-Paul Migne (1800–1875) in den Jahren 1844 und 1855 herausgegeben; einige Bände mit Indices wurden in den Jahren 1862 und 1865 veröffentlicht.

## Übersicht
Die Namen sind überwiegend in ihrer lateinischen Form angegeben.
| Bd.     | Autoren |
| ------- | --- |
| 1–2     | Tertullianus |
| 3–5     | Minucius Felix, Dionysius Alexandrinus, Cornelius, Novatianus, Stephanus I, Cyprianus Carthaginiensis, Arnobius Afer, Commodianus Gazaeus, Dissertatio ad synodos in causa baptismi haereticorum |
| 6–7     | Lactantius |
| 8       | Constantinus I, Victorinus Petavionensis |
| 9–10    | Hilarius Pictaviensis |
| 11      | Zeno Veronensis, Optatus Milevitanus |
| 12      | Eusebius Vercellensis, Firmicus Maternus |
| 13      | Damasus, Pacianus, Lucifer Calaritanus |
| 14–17   | Ambrosius Mediolanensis |
| 18      | Ulfilas Gothorum, Symmachus, Martinus Turonensis, Tichonius |
| 19      | Iuvencus, Coelius Sedulius, Publilius Optatianus Porfirius, Severus Rhetor, Faltonia Betitia Proba |
| 20      | Sulpicius Severus, Paulinus Mediolanensis, Faustus Manichaeus, Innocentius I |
| 21      | Tyrannius Rufinus, Pelagius |
| 22–30   | Hieronymus Stridonensis |
| 31      | Flavius Lucius Dexter, Paulus Orosius |
| 32–47   | Augustinus Hipponensis |
| 48      | Marius Mercator |
| 49–50   | Ioannes Cassianus |
| 51      | Prosper Aquitanus |
| 52      | Petrus Chrysologus |
| 53      | Mamertus Claudianus, Salvianus Massiliensis, Arnobius iunior, Patricius |
| 54–56   | Leo I |
| 57      | Maximus Taurinensis |
| 58      | Hilarius (Papst), Simplicius, Felix III |
| 59      | Gelasius I, Avitus Viennensis, Faustinus |
| 60      | Aurelius Prudentius Clemens, Dracontius |
| 61      | Paulinus Nolanus, Orientius, Auspicius Tullensis |
| 62      | Paschasius Diaconus, Symmachus, Petrus Diaconus, Vigilius Tapsensis, Leo I, Concilium Chalcedonense, Athanasius, Rusticus Helpidius, Eugyppius Africanus |
| 63      | Anicius Manlius Severinus Boethius, Ennodius Felix, Trifolius presbyter, Hormisdas, Elpis |
| 64      | Anicius Manlius Severinus Boethius |
| 65      | Fulgentius Ruspensis, Felix IV, Bonifacius II |
| 66      | Benedictus Nursinus |
| 67      | Dionysius Exiguus, Viventiolus Lugdunensis, Troianus Santonensis, Pontianus Africanus, Caesarius Arelatensis, Fulgentius Ferrandus |
| 68      | Primasius Adrumetanus, Arator, Nicetius Trevirensis, Aurelianus Arelatensis |
| 69–70   | Cassiodorus |
| 71      | Gregorius Turonensis |
| 72      | Pelagius II., Ioannes II., Benedictus I. |
| 73–74   | Vitae Patrum |
| 75–79   | Gregorius I |
| 80      | Autoren des 6. und 7. Jahrhunderts: Maximus Caesaraugustanus episcopus, Eutropius episcopus, Tarra monachus, Dinothus abbas, Dynamus Patricius, Augustinus apostolus Anglorum, Bonifacius IV, Concilium Romanum III, Bulgaranus, Paulus Emeritanus diaconus, Tamaius de Vargas, Gondemarus (rex Gothorum), Marcus Cassinensis, Warnaharius Lingonensis episcopus, Columbanus Hibernus, Alphanus Beneventanus episcopus, Aileranus Scoto-Hibernus, Ethelbertus Anglorum, Adeodatus I., Sisebutus Gothorum, Bertichramnus Cenomanensis, Protandius Vesuntinus Archiepiscopus, Bonifacius V, Sonniatus Remensis Archiepiscopus, Verus Ruthenensis Episcopus, Chlotarius II, Honorius I, Dagobertus (rex Francorum), Hadoinudus Cenomanensis Episcopus, Sulpicius Bituricensis episcopus, Autbertus Cameracensis, Ioannes IV, Eutrandus Ticinensis diaconus, Victor Carthaginensis episcopus, Braulio Caesaraugustanus, Taio Caesaraugustanus episcopus                                                                  |
| 81–84   | Isidorus Hispalensis |
| 85–86   | Liturgia Mozarabica |
| 87      | Autoren des 7. Jahrhunderts |
| 88      | Venantius Fortunatus, Crisconius Africanus |
| 89      | Sergius I., Ioannes VI, Felix Ravennatensis, Bonifacius Moguntinus |
| 90–95   | Beda |
| 96      | Hildefonsus Toletanus, Iulianus Toletanus, Leo II |
| 97–98   | Carolus Magnus, Ludovicus I, Lotharius, Rudolphus I (rex Burgundionum) |
| 99      | Paulinus Aquileiensis, Theodorus Cantuariensis |
| 100–101 | Alcuinus |
| 102     | Smaragdus S. Michaelis |
| 103     | Benedictus Anianensis, Sedulius Scotus |
| 104     | Agobardus Lugdunensis, Eginhardus, Claudius Taurinensis, Ludovicus Pius |
| 105     | Theodulfus Aurelianensis, Eigil Fuldensis, Dungalus reclusus, Ermoldus Nigellus, Symphosius Amalarius |
| 106     | Gregorius IV, Sergius II, Ionas Aurelianensis, Freculphus Lexoviensis, Frotharius Tullensis |
| 107–112 | Rabanus Maurus |
| 113–114 | Walafridus Strabo |
| 115     | Leo IV, Benedictus III, Eulogius Toletanus, Prudentius Trecensis, Angelomus Lexoviensis |
| 116–118 | Haymo Halberstatensis |
| 119     | Nicolaus I, Florus Lugdunensis, Lupus Ferrariensis |
| 120     | Paschasius Radbertus |
| 121     | Ratramnus Corbeiensis, Aeneas Parisiensis, Remigius Lugdunensis, Wandalbertus Prumiensis, Paulus Alvarus Cordubensis, Gotteschalcus Orbacensis |
| 122     | Ioannes Scotus |
| 123     | Ado Viennensis |
| 124     | Usuardus Sangermanii, Carolus II Calvus |
| 125–126 | Hincmarus Remensis |
| 127–129 | Anastasius Bibliothecarius |
| 130     | Isidorus Mercator |
| 131     | Remigius Autissiodorensis, Notker Balbulus |
| 132     | Regino Prumiensis, Hucbaldus S. Amandi |
| 133     | Odo Cluniacensis |
| 134     | Atto Vercellensis |
| 135     | Flodoardus Remensis, Ioannes XIII |
| 136     | Ratherius Veronensis, Liutprandus Cremonensis |
| 137     | Hrotsvitha Gandeshemensis, Widukindus Corbeiensis, Dunstanus Cantuariensis, Adso Dervensis, Ioannes S. Arnulfi Metensis |
| 138     | Richerus S. Remigii |
| 139     | Sylvester II., Aimoinus Floriacensis, Abbo Floriacensis, Thietmarus Merseburgensis |
| 140     | Burchardus Wormaciensis, Henricus II (imperator), Adelboldus Traiectensis, Thangmarus Hildesheimensis |
| 141     | Fulbertus Carnotensis, Guido Aretinus, Ioannes XIX |
| 142     | Bruno Herbipolensis, Odilo Cluniacensis, Berno Augiae Divitis |
| 143     | Hermannus Contractus, Humbertus Silvae Candidae, Leo IX. |
| 144–145 | Petrus Damianus |
| 146     | Othlonus S. Emmerammi, Adamus Bremensis, Gundecharus Eichstetensis, Lambertus Hersfeldensis, Petrus Malleacensis |
| 147     | Ioannes Abrincensis, Bertholdus Constantiensis, Bruno Magdeburgensis, Marianus Scotus, Landulfus Mediolanensis, Alphanus Salernitanus |
| 148     | Gregorius VII |
| 149     | Victor III, Anselmus Lucensis, Willelmus Calculus |
| 150     | Lanfrancus Cantuariensis, Herluinus Beccensis, Willelmus Beccensis Abbas, Boso Beccensis Abbas, Theobaldus Beccensis Abbas, Letardus Beccensis Abbas, Augustinus Cantuariensis Episcopus, Bonizio Sutrensis Placentinus Episcopus, Guillelmus Metensis Abbas, Wilhelmus Hirsaugensis Abbas, Herimannus Metensis Episcopus, Theodoricus S. Audoeni Monachus, Guido Farfensis Abbas, Aribo Scholasticus, Henricus Pomposianus Clericus, Robertus de Tumbalena Abbas, Gerardus Cameracensis Episcopus II, Reynaldus Remensis Archiepiscopus I, Ioannes Cotto, Fulco Corbeiensis Abbas, Gillebertus Elnonensis Monachus, Willelmus Clusiensis Monachus, Durandus Claromontanus Episcopus, Hemmingus Wigorniensis Monachus, Radbodus Tornacensis Episcopus, Agano Augustodunensis Episcopus, Oldaricus Praepositus, Bernardus Lutevensis Episcopus, Fulcoius Meldensis Subdiaconus, Constantinus Africanus Casinensis, Deusdedit Cardinalis, Willelmus Pictavensis Archidiaconus, Ioannes de Garlandia, Rufinus Episcopus |
| 151     | Urbanus II |
| 152–153 | Bruno Carthusianorum, Guigo II |
| 154     | Hugo Flaviniacensis, Ekkehardus Uraugiensis, Wolphelmus Brunwillerensis |
| 155     | Godefridus Bullonius, Radulfus Ardens, Lupus Protospatharius |
| 156     | Guibertus S. Mariae de Novigento |
| 157     | Goffridus Vindocinensis, Thiofridus Efternacensis, Petrus Alphonsi |
| 158–159 | Anselmus Cantuariensis |
| 160     | Sigebertus Gemblacensis |
| 161     | Ivo Carnotensis |
| 162     | Ivo Carnotensis, Petrus Chrysolanus, Anselmus Laudunensis |
| 163     | Paschalis II., Gelasius II., Calixtus II |
| 164–165 | Bruno Astensis |
| 166     | Baldricus Dolensis, Honorius II., Cosmas Pragensis |
| 167–170 | Rupertus Tuitensis |
| 171     | Hildebertus Turonensis, Marbodus Redonensis |
| 172     | Honorius Augustodunensis |
| 173     | Leo Marsicanus, Petrus Diaconus, Rodulfus S. Trudonis |
| 174     | Godefridus Admontensis |
| 175–177 | Hugo de S. Victore |
| 178     | Petrus Abaelardus |
| 179     | Guillelmus Malmesburiensis |
| 180     | Eugenius III, Guillelmus S. Theodorici |
| 181     | Herveus Burgidolensis |
| 182–185 | Bernardus Claraevallensis |
| 186     | Sugerius S. Dionysii, Robertus Pullus, Zacharias Chrysopolitanus |
| 187     | Gratianus |
| 188     | Ordericus Vitalis, Anastasius IV., Adrianus IV |
| 189     | Petrus Venerabilis |
| 190     | Thomas Cantuariensis, Herbertus de Boseham, Gilbertus Foliot |
| 191–192 | Petrus Lombardus |
| 193     | Garnerius S. Victoris, Gerhohus Reicherspergensis |
| 194     | Gerhohus Reicherspergensis, Hugo Pictavinus, Isaac de Stella, Alcherus Claraevallensis |
| 195     | Aelredus Rievallensis, Wolbero S. Pantaleonis, Ekkebertus Schonaugiensis, Henricus Huntindoniensis |
| 196     | Richardus S. Victoris |
| 197     | Hildegardis abbatissa |
| 198     | Adamus Scotus, Petrus Comestor, Godefridus Viterbiensis |
| 199     | Ioannes Saresberiensis |
| 200     | Alexander III |
| 201     | Arnulfus Lexoviensis, Guillelmus Tyrensis, Lucius III |
| 202     | Petrus Cellensis, Urbanus III, Gregorius VIII, Hugo Eterianus, Gilbertus Foliot |
| 203     | Philippus de Harveng |
| 204     | Reinerus S. Laurentii Leodiensis, Clemens III, Bernardus (Fontis Calidi abbas), Henricus Septimellensis, Bonacursus, Ermengaudus Baeterrensis |
| 205     | Petrus Cantor |
| 206     | Coelestinus III, Thomas Cisterciensis, Ioannes Algrinus |
| 207     | Petrus Blesensis |
| 208     | Martinus Legionensis |
| 209     | Martinus Legionensis, Wilhelmus Daniae, Gualterus de Castellione |
| 210     | Alanus de Insulis |
| 211     | Stephanus Tornacensis, Petrus Pictaviensis, Adamus Perseniae |
| 212     | Helinandus Frigidi Montis, Guntherus Cisterciensis, Odo de Soliaco, Petrus Riga |
| 213     | Sicardus Cremonensis, Petrus Sarnensis |
| 214–217 | Innocentius III |
| 218–221 | Indices |